# Zgodovina mlinarstva v Sloveniji
Zgodovina mlinarstva v Sloveniji

## 19. stoletje
Mlinska obrt, povezana z lastnimi pridelki, je bila tudi na Slovenskem, zlasti na kmetijskih območjih, splošen pojav. V notranjosti so bili lastniki mlinov običajno fevdalni veleposestniki; t. i. grajski mlini so mleli predvsem za potrebe gosposke. Številni manjši obrtniški in kmečki mlini so mleli le za lastne potrebe, v Primorju pa so bili lastniki mlinov pogosto mesta. Za potrebe mlinarstva se je razvila spremljevalna dejavnost izdelovanja mlinskih kamnov.
Ob koncu 19. stoletja je delovalo na Kranjskem približno 1700 kmečkih mlinov. Njihova modernizacija in uvajanje valjčnih (prvi 1850 v Ljubljani, nato v Ajdovščini, Domžalah, Kranju, Mariboru in Središču ob Dravi), pomenita zametek slovenske mlevske industrije. Peter Majdič je razvil iz mlina na spodnji Hudinji (Celje) mlinsko velepodjetje. Zadnja leta 19. stoletja je rasla tudi živilska industrija. V zvezi z obrati parnih mlinov so se razvile tovarne testenin v Ljubljani, Mariboru in Ilirski Bistrici.

### Normativno urejanje mlinarstva v tistem času
Na začetku 19. stoletja je poslovanje mlinov urejal Mlinski red za Kranjsko iz 1770. Predpisoval je sanitarne ukrepe in vseboval določila, ki so varovali stranke v glede plačila mlinarju. Posebno skrb je mlinski red posvečal skrbi za mlinske kamne. Mlinar je bil prav tako dolžan, da v obdobjih nizkih vodostajev najprej melje za mlevce in šele nato zase. Strogo prepovedano je bilo, da bi mlinarji delali kakršnekoli razlike med posameznimi strankami. Red je določal zaslužek in načine zaračunavanja. Za kontrolo izvajanja mlinskega reda so bila zadolžena zemljiška gospostva.
Mlinski red iz leta 1814 je le še poostril predpise in dodal nove določbe. Ta red je zahteval primerno strokovno usposobljenost, stranke so bile svobodne pri izbiranju mlina, kjer jim bodo mleli žito, dovoljeno je bilo, da je stranka prisotna pri mletju, mlinar pa je bil dolžan zmleti žito vsake stranke posebej in ga ni smel mešati žitom drugih.
Vodni zakon iz leta 1872 je predvideval, da se koristniki vodnih naprav združijo v vodne zadruge. Te je zakon predvideval zaradi posebnosti mlinarstva, kot so vzdrževanje jezov, strug mlinščic, zapor in mostov ob mlinščicah ter je zlasti ob poplavah zahtevalo od mlinarjev dosti truda in stroškov. Kadar je vodne naprave uporabljalo več koristnikov, so bremena vzdrževanja medsebojno delili glede na korist.
Mlinarje in lastnike mlinov sta pri razvoju ovirali slaba organiziranost in povezanost. Čeprav so od leta 1882 mlinarji imeli obvezne organizacije, se njihovi člani skoraj niso udejstvovali v njih, ker jim je manjkalo sredstev, potrebe splošne in strokovne izobrazbe, ter tudi primernih voditeljev.

### Razvoj tehnologije
Na suhem so postavili prvi parni stroj na Slovenskem v Trstu leta 1819, ko je Francoz Sonnerat zgradil parni mlin – ta je bil znanilec industrializacije, zaradi česar se je mlinarstvo začelo bistveno spreminjati. Namesto mlinov na kamne so začeli postavljati valjčne mline, katerih zmogljivost je nekajkrat presegla prejšnje načine mletja. Nadaljnje povečave teh mlinov so zahtevale tudi nova pogonska sredstva. Vse to je povzročilo propad starih mlinov na kamne in vodni pogon.
Nadaljnjo stopnjo v razvoju mlinarstva je prinesla elektrifikacija, ki pa je bila pred prvo svetovno vojno precej redek pojav tudi v drugih, bolj razvitih panogah (industrija in rudarstvo). V posameznih primerih pa je bila uporaba elektrike na Slovenskem zelo zgodaj in brez zamudništva – prva žarnica je na Slovenskem zasvetila samo štiri leta po njeni iznajdbi. Leta 1883 je Karl Scherbaum v svojem mlinu vpeljal električno razsvetljavo s 36 žarnicami.

### Posebnosti na Slovenskem
Preden so rokodelci začeli postavljati vetrne mline, so imeli v krajih, kjer ni bilo za pogon vode, za domačo porabo ročne mline, imenovane žrmlje ali žrnvi, ki so bile v rabi povsod, kjer se ob potokih in rekah ni razvilo mlinarstvo. Slednje velja predvsem za Belo krajino, pa tudi Pohorje, Haloze, Slovenske gorice in Dravsko polje. V Beli krajini]] so na žrnveh mleli le ajdo in koruzo, pa tudi na Štajerskem so pšenico raje vozili k mlinom ob Dravi in Muri.
Vetrne mline so postavljali – kjer je bilo ugodno za to – največ po ravninah, kjer ni bilo za pogon vode, ali v hribovitih krajih, kar je bilo odločilno tudi na Slovenskem. O naših najstarejših vetrnih mlinih ni mnogo podatkov, iz znanih razprav lahko povzamemo le, da je slovenski tip mlina svojstven v kombinaciji žrmelj in klopotca ter zato samostojen poleg nemškega in holandskega tipa. Razberemo lahko tudi, da je bil najstarejši vetrni mlin na Slovenskem zgrajen leta 1867, čeprav so najbrž obstajali še starejši po holmih Slovenskih goric med Ščavnico in Pesnico.